# Anagyrus ishaqi
Anagyrus ishaqi är en stekelart som beskrevs av Fatima 1999. Anagyrus ishaqi ingår i släktet Anagyrus och familjen sköldlussteklar. Inga underarter finns listade i Catalogue of Life.